# 春陽村
春陽村是臺灣南投縣仁愛鄉的一個村，位於該鄉中部霧社溪流域，東北依精英村，西北接大同村，南鄰親愛村，居民以賽德克族都達群為主。該村於1949年自大同村拆分而成立。

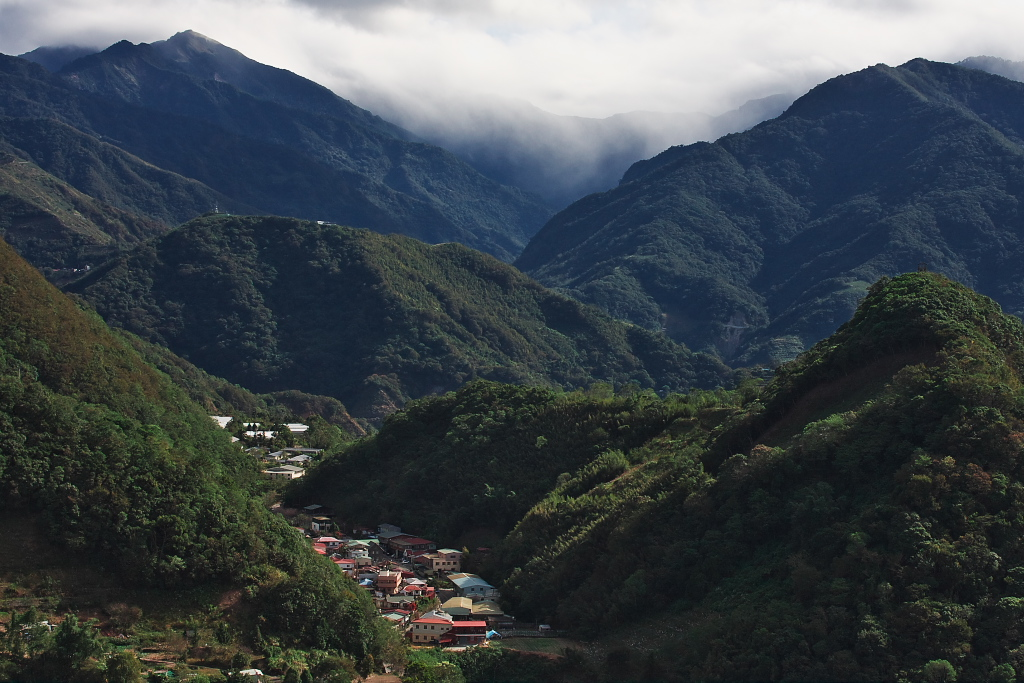
春陽部落與櫻山（右前方）

## 交通動線
- 臺14線（雲龍橋）
  - 臺14甲線

## 設施與景點

### 春陽
日治時期原為ボーゴー社（荷戈）領地，霧社事件後由部分ルックダヤ社（鹿谷達雅）、ルッサオ社（鹿沼）、ブケブン社（布給望）、チッカ社（七卡）與トンバラ社（屯巴拉）五部落遷入組成櫻社，戰後改稱春陽部落。
春陽溫泉，日治時期原為タロワン社（塔羅灣）領地，霧社事件後遷移至川中島社。
| - 南投縣立春陽國民小學 - 南投縣政府警察局仁愛分局春陽派出所 - 臺灣基督長老教會賽德克區會史努櫻教會 | - 真耶穌教會臺灣總會西區辦事處春陽教會 - 天主教臺灣教省臺中教區中華殉道聖人堂 - 國立臺灣大學生物資源暨農學院附設山地實驗農場春陽分場 |

## 自然景觀
| - 霧社溪（モトド溪） - 太魯灣溪（勇士瀑布） - 塔羅灣溪（タロワン溪） - 霧社水庫（碧湖） | - 櫻山（荷戈富士） - 武令山（鄰近原カツック社（卡秋固）與タカナン社（度卡南）） |